# Pedro Benítez
Pedro Benítez, paragvajski nogometaš, * 23. marec 1981, San Lorenzo, Paragvaj.
Sodeloval je na nogometnemu delu poletnih olimpijskih iger leta 2004 in osvojil srebrno medaljo.